# Tokiwa-sō
Tokiwa-sō (Nhật: トキワ荘 Hepburn: Tokiwa-sō) là một toà nhà chung cư ở Toshima, Tokyo, Nhật Bản, nổi tiếng là không gian sinh sống ban đầu của nhiều hoạ sĩ manga nổi tiếng.

## Miêu tả
Tokiwa-sō là một tòa nhà chung cư kiểu Nhật Bản, cao hai tầng, được xây bằng gỗ. Đây là một trong những tòa nhà trước chiến tranh còn sót lại sau trận bom cháy ở Tokyo trong Chiến tranh thế giới thứ hai, và trở thành một phần hạt nhân của khu dân cư Minami Nagasaki thuộc phường Toshima. Nó không có bồn tắm, chỉ có bồn rửa nước lạnh và nhà vệ sinh. Các cư dân thường đến các nhà tắm sentō địa phương, Tsuru-yu và Akebono-yu (nay là các chung cư hiện đại).
Tòa nhà tồn tại như một loại xưởng vẽ từ năm 1952 đến năm 1982. Nó đã bị phá bỏ vào năm 1982. Địa điểm này hiện tại là trụ sở của Nhà xuất bản Nihon Kajo.

## Các cư dân đáng chú ý và mối quan hệ với manga và anime
Tầng hai của tòa nhà này là nơi ở của nhiều nghệ sĩ trẻ mới bắt đầu sự nghiệp vào cuối những năm 1950 đến đầu những năm 1960, bao gồm cả Tezuka Osamu từ năm 1953 đến năm 1954. Cư dân bao gồm Terada Hiroo (1953–1957), Fujiko Fujio (1954–1961), Shinichi Suzuki (1955–1956), Moriyasu Naoya (1956), Ishinomori Shotaro (1956–1961), Akatsuka Fujio (1956–1961), Yokota Norio (1958–1961), Mizuno Hideko (1958) và George Yamaguchi (1960–1962).
Tezuka đã đề nghị một phòng cho bộ đôi tác giả Fujiko Fujio khi bản thân ông dọn khỏi nơi đây. Fujiko Fujio cũng sẽ tự mình thực hiện những cử chỉ tương tự, cung cấp phòng cho các nghệ sĩ tân binh bất cứ khi nào có sẵn phòng, kể cả Akatsuka và Ishinomori.
Công việc sản xuất manga ngày nay ở Nhật Bản có nguyên mẫu trong các hoạt động hợp tác được tiên phong tại Tokiwa-sō. Theo Tam Bing Man (một trong những bộ đôi hoạt động tại đây), người từng là trợ lý của Osamu Tezuka trong những ngày đầu tiên, Tezuka lần đầu tiên giới thiệu hệ thống sản xuất này, sử dụng nhiều trợ lý để làm manga, để đáp ứng thời hạn xuất bản trên tạp chí manga hàng tuần. Mô hình một số trợ lý giúp đỡ một nghệ sĩ chính này vẫn được sử dụng cho đến ngày nay, cung cấp các nghệ sĩ manga trẻ được trải qua đào tạo qua công việc.

## Các tòa nhà, bảo tàng có liên quan và tương tự
Phòng Văn hóa và Du lịch của thành phố Toshima đã xây dựng một tượng đài bằng đồng mang tên Những người hùng Tokiwa-sō (トキワ荘のヒーローたち Tokiwa-sō no Hīrō-tachi)  trong công viên công cộng Minami-Nagasaki Hanasaki Koen vào tháng 4 năm 2009. Cách 300 mét (980 ft) từ vị trí của tòa nhà ban đầu, nó bao gồm các bức chân dung tự họa và chữ ký của 10 cư dân của Tokiwa-sō trước đây, với một mô hình nhỏ của tòa nhà trên đỉnh.  Ban đầu người dân thị trấn tưởng tượng ra một tượng đài có các nhân vật nổi tiếng do cư dân Tokiwa-sō tạo ra, chẳng hạn như Astro Boy và Doraemon, nhưng gặp rắc rối trong đàm phán với bản quyền. Vào năm 2012, nhà xuất bản đứng trên cốt truyện gốc đã lắp đặt một bia đá cho Tokiwa-sō trên khuôn viên của nó với một bản sao của tòa nhà trên đỉnh.
Dự án Tokiwa-sō được bắt đầu vào năm 2006 để giúp các nghệ sĩ manga có tham vọng bắt đầu sự nghiệp chuyên nghiệp của họ, bao gồm cả việc hỗ trợ nhà ở. Tính đến năm 2016, họ đã giúp đỡ hơn 60 nghệ sĩ ra mắt.

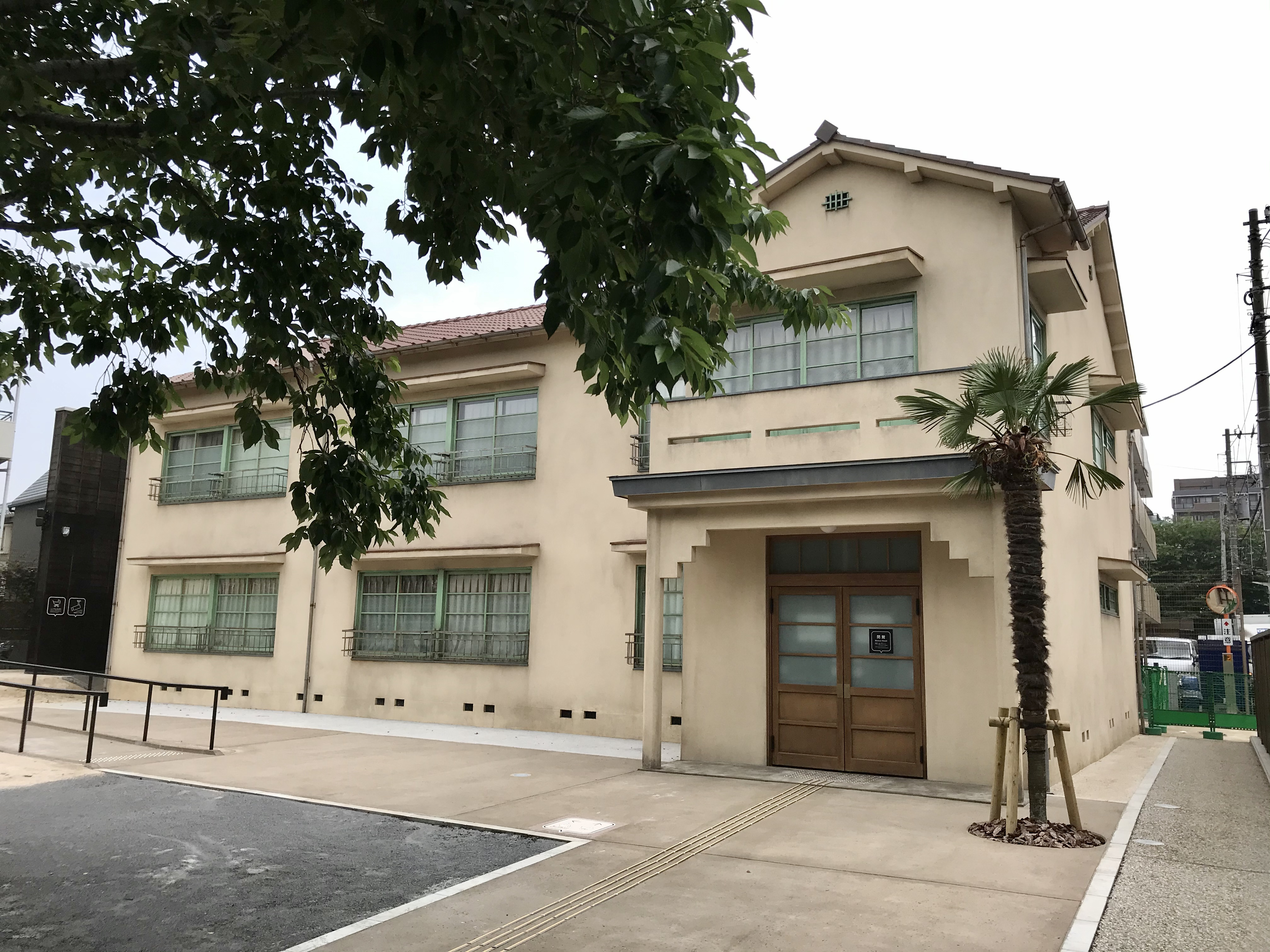
Bảo tàng truyện tranh Tokiwa-sō, 2020

Phường Kamigyō của Kyoto đã tân trang lại một dãy nhà tập thể hai tầng có tuổi đời hàng thế kỷ thành Tokiwa-sō của riêng họ dành cho các họa sĩ manga đầy tham vọng. Nó được công bố vào ngày 23 tháng 8 năm 2013. Vào tháng 2 năm 2015, chính quyền thành phố Niigata đã công bố kế hoạch mở một ngôi nhà miễn phí cho các nữ họa sĩ manga mới nổi theo mô hình của Tokiwa-sō với tên gọi Komachi House. Các giảng viên từ Trường Cao đẳng Hoạt hình và Truyện tranh Nhật Bản sẽ giảng bài cho những người thuê ngôi nhà ở Chūō-ku, để đổi lại những nghệ sĩ sẽ làm việc trong các dự án do chính quyền thành phố dẫn đầu.
Vào tháng 7 năm 2016, chính quyền phường Toshima đã công bố kế hoạch xây dựng một bản sao của Tokiwa-sō ở công viên công cộng Minami-Nagasaki Hanasaki Koen, cách địa điểm gốc ba phút đi bộ, với một bảo tàng dành riêng cho manga và anime bên trong dự kiến mở cửa vào tháng 3 năm 2020. Chính phủ Toshima đã lên kế hoạch duyệt chi từ 200 triệu đến 300 triệu yên (~1,98 - 2,98 triệu đô la Mỹ) cho dự án với kế hoạch được lập bởi một ủy ban gồm những người liên quan đến toà nhà gốc Tokiwa-sō, do Satonaka Machiko đứng đầu. Bị trì hoãn vì đại dịch COVID-19 ở Nhật Bản, bảo tàng chính thức mở cửa vào ngày 7 tháng 7 năm 2020 và tái tạo lại tòa nhà ban đầu một cách tỉ mỉ, xuống cấp bằng khuôn giả.

## Bộ sưu tập

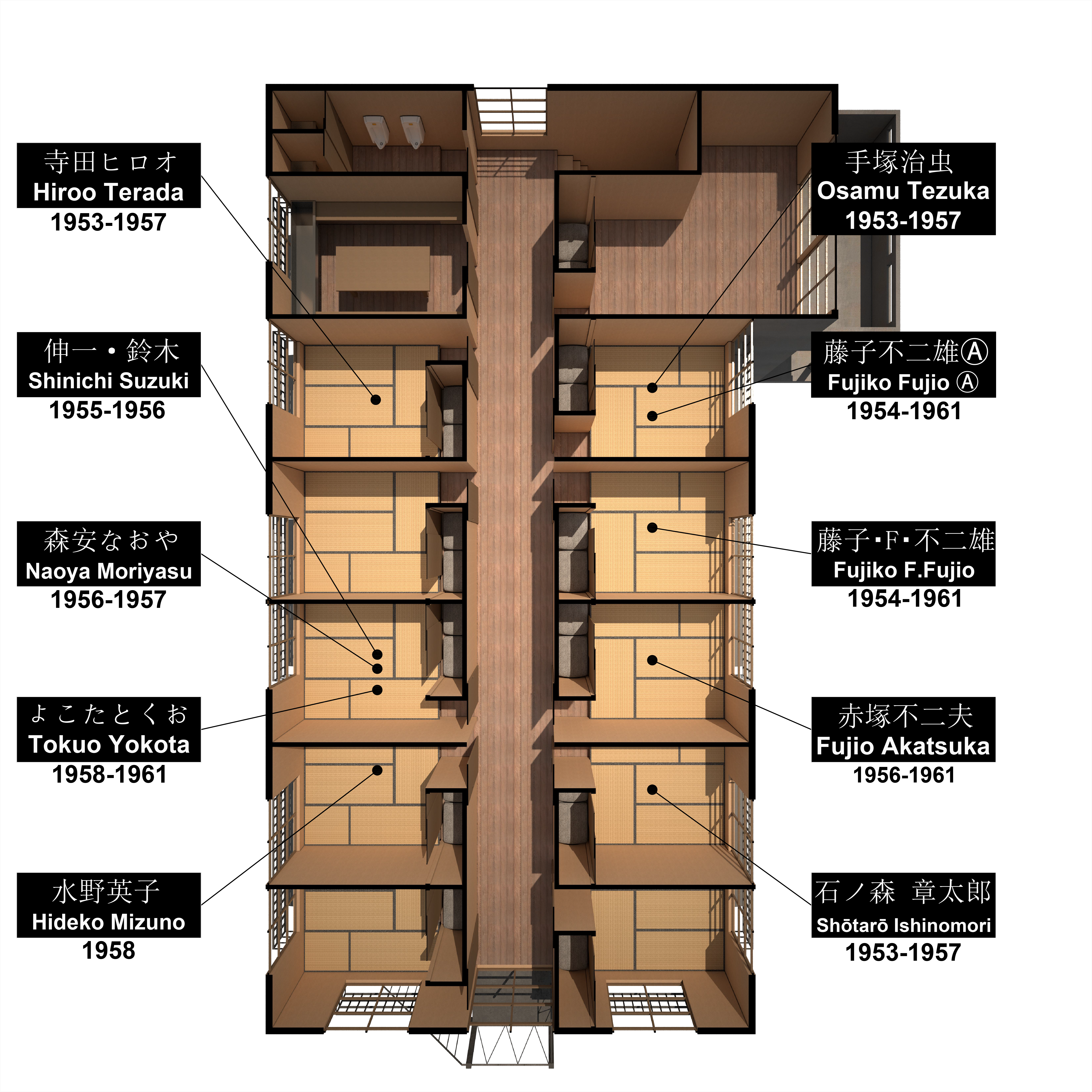
Sơ đồ mặt bằng tầng 2, ghi nhận phòng của một số cư dân đáng chú ý.
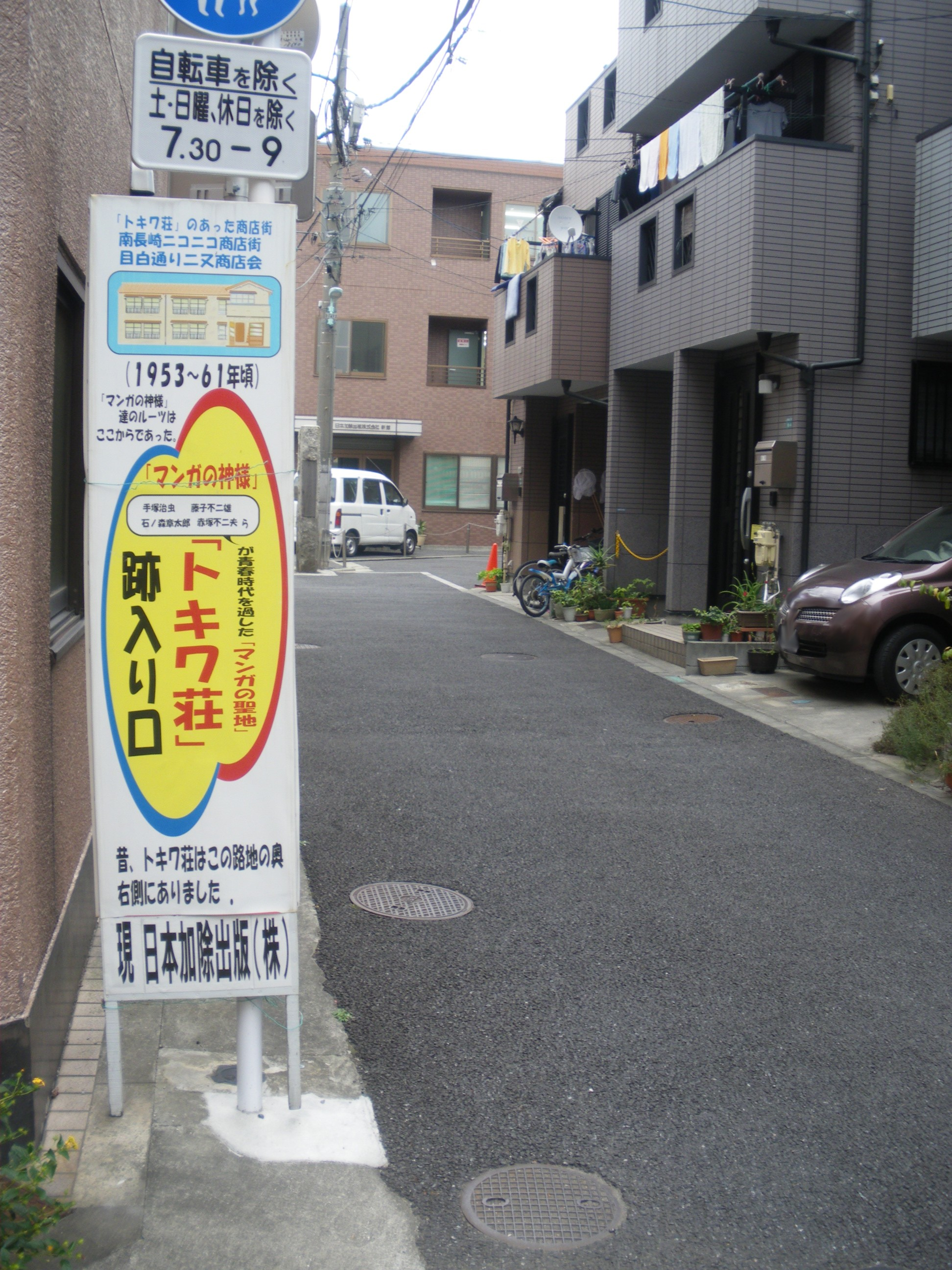
Lối vào con hẻm dẫn đến địa điểm cũ của Tokiwa-sō được đánh dấu bằng một tấm biển, 2009
Cận cảnh mô hình bằng đồng của Tokiwa-sō ở Minami-Nagasaki Hanasaki Koen. Cận cảnh mô hình bằng đồng của Tokiwa-sō ở Minami-Nagasaki Hanasaki Koen.